# Польвиця (Нижньосілезьке воєводство)
Польвиця (пол. Polwica) — село в Польщі, у гміні Доманюв Олавського повіту Нижньосілезького воєводства.
Населення — 321 особа (2011).
У 1975-1998 роках село належало до Вроцлавського воєводства.

## Демографія
Демографічна структура станом на 31 березня 2011 року:
|          | Загалом | Допрацездатний вік | Працездатний вік | Постпрацездатний вік |
| -------- | ------- | ------------------ | ---------------- | -------------------- |
| Чоловіки | 161     | 34                 | 117              | 10                   |
| Жінки    | 160     | 30                 | 91               | 39                   |
| Разом    | 321     | 64                 | 208              | 49                   |